# Šporkovo šlechtické divadlo v Praze
Šporkovo šlechtické divadlo v Praze byla první stálá divadelní scéna v Praze přístupná pro veřejnost. Divadlo v roce 1701 založil ve svém paláci v Hybernské ulici Na Poříčí hrabě František Antonín Špork.

## Historie

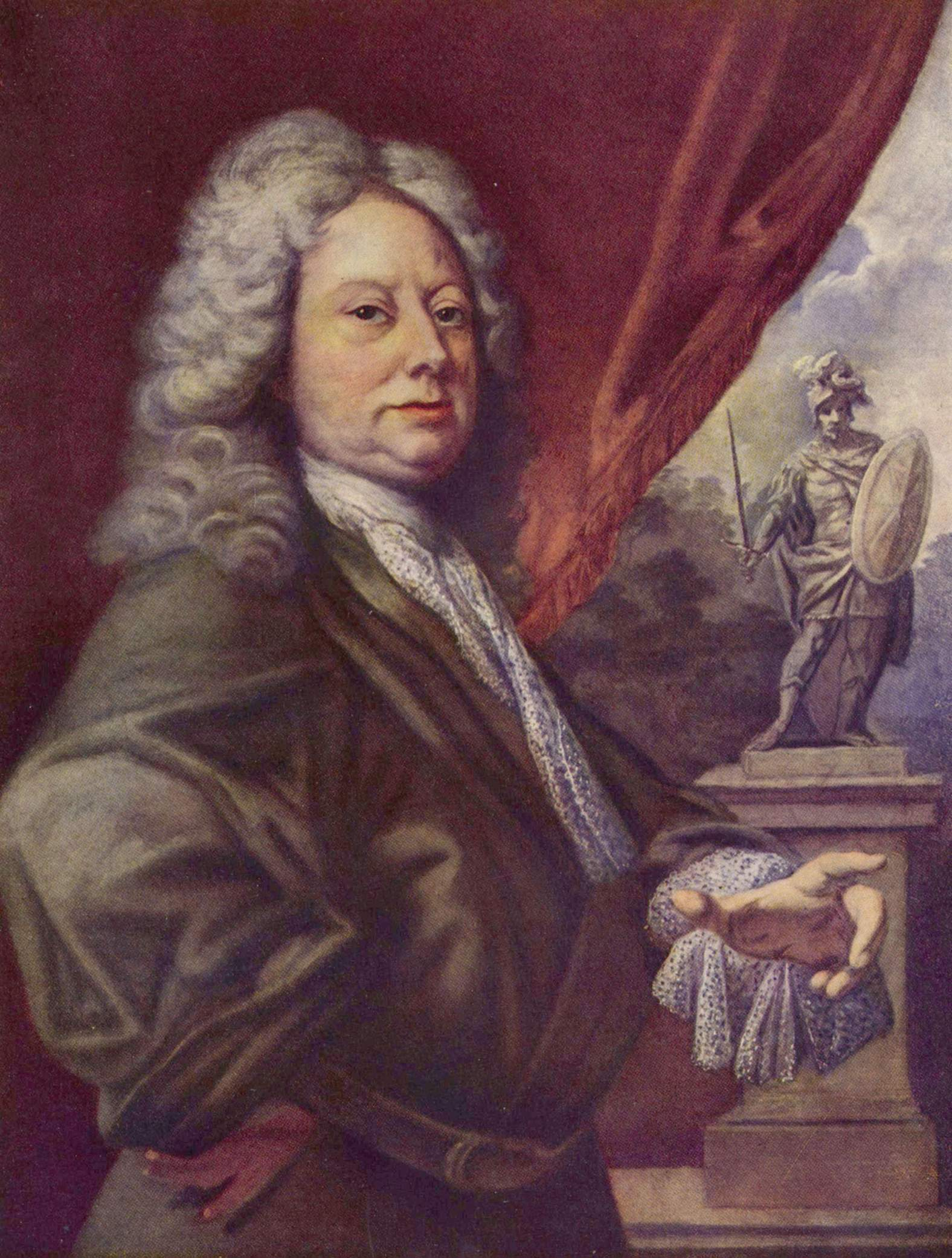
Podobizna od Petra Brandla nacházející se na zámku ve Frýdlantu

Hrabě František Antonín Špork (1662–1738), velký milovník hudby a mecenáš umění, se všemožně snažil podporovat hudební a divadelní činnost. Z jeho iniciativy vzniklo několik stálých divadelních scén, na jeho sídlech v Kuksu, Valkeřicích u Děčína a v Lysé nad Labem. Jako osvícenský vzdělanec chápal divadlo nejen jako společenskou událost a estetický zážitek, ale také jako výchovnou záležitost. Hrabě například zastával názor, že komedie vhodně přispívají k výchově nižších společenských vrstev.
Jedno ze Šporkových divadel vzniklo na nádovří jeho pražského paláce postaveného v letech 1694–1699 podle návrhu slavného architekta Jana Baptisty Matheye. Divadlo bylo slavnostně otevřeno 4. října 1701.
O podobě divadla se nedochovalo mnoho informací. Víme jen, že šlo o zřejmě jednoduchou jednopatrovou dřevěnou stavbu s prostými lóžemi a vlastním vstupem z ulice Na Poříčí. Pro uvádění oper či jiného hudebního doprovodu byla angažována kapela složená z hudebníků z řad služebnictva, což v té době bylo obvyklé. Krátce po svém otevření bylo divadlo zpřístupněno veřejnosti a bylo zde možné po vzoru severoitalských měst zaplatit vstupné.
V divadle mj. působil A. J. Geisler se svou hereckou společností (do roku 1708) a často zde účinkovaly kočující soubory divadelních společností ze zahraničí, především z německých zemí, z Itálie či Francie. 
V roce 1713 bylo ve Šporkově divadle uvedeno první operní představení. Opery byla tehdy módní novinka provozovaná u evropských šlechtických a panovnických dvorů. Veliký zájem o italskou operu pak vyvolala v roce 1723 světová premiéra opery Costanza e fortezza dvorního skladatele Johanna Josepha Fuxe pod vedením Antonia Caldary realizované ve velkolepém provedení na nádvoří letní jízdárny Pražského hradu, u příležitosti korunovace Karla VI. českým králem. Tato událost zřejmě zanechala silný dojem, který přispěl ke zvýšení zájem o italskou operu v pražské vyšší společnosti a stala se dokonce hlavním žánrem.  
Zásluhou hraběte Šporka do Čech také přicházeli velcí zahraniční hudební mistři. Na jeho pozvání například Antonio Vivaldi se svým souborem opakovaně účinkoval ve Šporkově divadle. Poprvé roku 1730, kdy zde zaznělo celkem šest Vivaldiho oper, z toho dvě premiéry komponované přímo pro Prahu (uvedené tučným písmem), které zřejmě řídil sám autor: Argippo (RV 697), Farnace (RV 711-C), obě v roce 1730, Alvilda, regina de' Goti (RV 696/nclass. RV Anh. 88, v roce 1731), Doriclea (RV 708/RV 706-E, 1732), Dorilla in Tempe (RV 709-B, 1732). Svou hudbu hraběti Šporkovi z Lipska zasílal i Johann Sebastian Bach.